# Gymnocalycium baldianum
Espèce
Gymnocalycium baldianum est une espèce de plantes grasses ornementales de la famille des Cactaceae.

## Répartition
Elle est originaire de la Province de Catamarca en Argentine

## Synonymes
- Echinocactus baldianus Speg., 1905
- Echinocactus venturianum

## Description
Petit cactus globuleux, sphérique ou aplati. Diamètre jusqu'à 8 cm. Couleur vert foncé, parfois marron. 8 à 10 cotes supportant des aréoles en forme de tubercules.
Groupes de 6 à 8 épines sur les aréoles, blanchâtres et courbes, donnant à l'espèce son surnom de cactus-araignée.
Comme beaucoup de cactus, il ne se divise pas mais peut former des groupes avec l'âge.

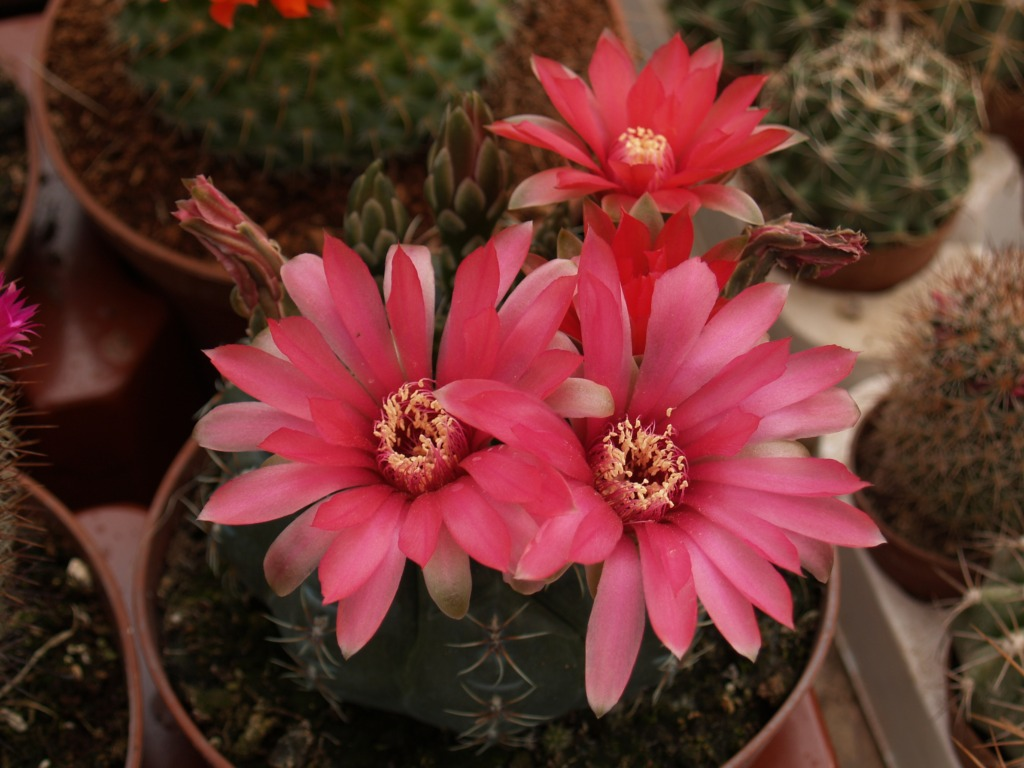
Fleurs de cactus araignée

Les fleurs atteignent 6 cm de diamètre, sont de couleur rouge, rose, orange et poussent vers le sommet de la plante.

## Culture
Gymnocalycium baldianum est facile à cultiver. Il demande un sol bien drainé. En été, arroser largement, mais attendre que la plante sèche avant d'arroser de nouveau. Utiliser une fois par mois un engrais pour cactus.
Garder au sec en hiver et dans ce cas la température peut descendre à −10 °C, mais il est préférable de le garder hors gel.
L'exposition doit être ensoleillée en été et au moins claire en hiver.